# Josef Mysliveček

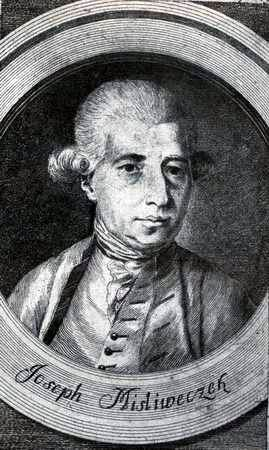
Josef Mysliveček

Josef Mysliveček (Praga, 9 de março de 1737 — Roma, 4 de fevereiro de 1781) foi um compositor checo.
Estudou Filosofia na Universidade nesta cidade, seguindo as pegadas de seu pai. Amante de música, publicou um conjunto de seis sinfonias, em 1762, obteve grande sucesso. Este convence-o a deixar os estudos de filosofia e concentrar-se na música, com uma subvenção do Conde Vincent von Waldstein mudou-se para Veneza, para estudar com Giovanni Pescetti. Era conhecido como Il divino Boemo.
A sua primeira ópera será representada em Bérgamo, em 1766, Il Bellerofonte foi um grande sucesso quando foi estreada em Nápoles, Teatro San Carlo em 20 de Janeiro de 1767.
Em 1770 encontra-se com o jovem Wolfgang Amadeus Mozart, em Bolonha, onde Mysliveček era membro da Accademia Filarmônica. Nas obras deste período, do estilo galante, são evidentes similitudes entre a música dos dois compositores.
Faleceu em Roma em 1781, doente com sífilis.

## Obras

### Instrumental
- Violino Sonata No. 2 em A maior
- Violino Sonata No. 3 em B flat maior
- Violino concerto No. 8 em A maior
- Violino concerto No. 5 em B flat maior
- Violino concerto No. 1 em C maior
- Violino concerto No. 7 em D maior
- Violino concerto No. 4 em D maior
- Violino concerto No. 2 em E maior
- Violino concerto No. 3 em F maior
- Violino concerto No. 6 em G maior
- Violoncelo Concerto em C maior
- Flauta Concerto em D maior>

### Sinfonias[1]
- Sinfonia concertante Op. 2 No. 4 em A maior
- Sinfonia concertante Op. 2 No. 1 em B flat maior
- Sinfonia concertante Op. 2 No. 6 em C maior
- Sinfonia concertante Op. 2 No. 5 em D maior
- Sinfonia concertante Op. 2 No. 2 em E maior
- Sinfonia concertante Op. 2 No. 3 em G maior
- Sinfonia em A maior
- Sinfonia a 4 em A maior
- Sinfonia em B flat maior
- Sinfonia a 4 em B flat maior
- Sinfonia em B flat maior (perdido)
- Sinfonia em B flat maior
- Sinfonia em C maior
- Sinfonia Op. 1 No. 3 em C maior
- Sinfonia em C maior (perdido)
- Sinfonia em C maior
- Sinfonia em C maior (perdido)
- Sinfonia em C maior
- Sinfonia em C maior
- Sinfonia em C maior (perdido)
- Sinfonia Op. 1 No. 1 em D maior
- Sinfonia Op. 1 No. 6 em D maior
- Sinfonia em D maior
- Sinfonia em D maior
- Sinfonia em D maior
- Sinfonia em D maior
- Sinfonia em D maior (perdido)
- Sinfonia em D maior (perdido)
- Sinfonia em D maior
- Sinfonia a 4 em D maior
- Sinfonia em D maior (perdido)
- Sinfonia em D maior
- Sinfonia em D maior
- Sinfonia em D maior
- Sinfonia a 4 em E maior
- Sinfonia em E flat maior
- Sinfonia em E flat maior
- Sinfonia a 4 em E flat maior
- Sinfonia em E flat maior (perdido)
- Sinfonia em E flat maior
- Sinfonia Op. 1 No. 4 em F maior
- Sinfonia em F maior
- Sinfonia em F maior
- Sinfonia em F maior (perdido)
- Sinfonia em F maior
- Sinfonia em F maior (perdido)
- Sinfonia em F maior
- Sinfonia em F maior
- Sinfonia em F maior
- Sinfonia em F maior
- Sinfonia Op. 1 No. 2 em G maior
- Sinfonia Op. 1 No. 5 em G minor
- Sinfonia em G maior
- Sinfonia a 4 em G maior
- Sinfonia em G maior (perdido)
- Sinfonia em G maior
- Sinfonia em G maior
- Sinfonia em G maior

### Óperas e cantatas
- Semiramide (Bergamo, 1766)
- Il Bellerofonte (Nápoles 1767)
- Farnace (Nápoles, 1767)
- Il trionfo di Clelia (Turin, 1768)
- Demofoonte [1ª versão] (Veneza, 1769)
- L’Ipermestra (Florença, 1769)
- La Nitteti (Bologna, 1770)
- Motezuma (Florença, 1771)
- Il gran Tamerlano (Milão, 1772)
- Il Demetrio [1ª versão] (Pavia, 1773)
- Romolo ed Ersilia (Nápoles, 1773)
- Antigona (Turin, 1774)
- La clemenza di Tito (Veneza, 1774)
- Atide (Padua, 1774)
- Artaserse (Nápoles, 1774)
- Il Demofoonte [2ª versão] (Nápoles, 1775)
- Ezio [1st version] (Nápoles, 1775)
- Adriano em Siria (Florença, 1776)
- Ezio [2nd version] (Munique, 1777)
- La Calliroe (Nápoles, 1778)
- L’olimpiade (Nápoles, 1778)
- La Circe (Veneza, 1779)
- Demetrio [2ª versão] (Nápoles, 1779)
- Armida (Milão, 1780)
- Il Medonte (Roma, 1780)
- Antigono (Roma, 1780)

- Il Parnaso confuso (c.1765), cantata
- Elfrida (1774), (perdido)
- Das ausgerechnete Glück (1777), operetta (perdido)
- Theodorich und Elisa (c.1777), melodrama

### Oratórios
- Il Tobia (1769)
- I pellegrini al sepolcro (1770)
- Giuseppe riconosciuto (c.1770) - perdido
- Adamo ed Eva (1771)
- La Betulia liberata (1771) - perdido
- La passione di Nostro Signore Gesù Cristo (1773)
- La liberazione d'Israele (1775) - perdido
- Isacco figura del redentore (1776)

### Outras
Secular cantatas
- Cantata per S.E. Marino Cavalli (1768) - perdido
- Narciso al fonte (1768) - perdido
- Cantata a 2 (1771)
- Enea negl'Elisi (1777) - perdido
- Armida
- Ebbi, non ti smarir
- Non, non turbati, Nice
- 6 cantatas aniversário (1767 e 1779) Nápoles - perdido

Arias
- Il caro mio bene (c.1773)
- Ah che fugir … Se il ciel mi chi rida;
- 3 duetti notturni (2 vv, insts)

Obra sacra
- Veni sponsa Christi (1771)
- Lytanie laurentanae
- Offertorium Beatus Bernardy

## Literatura
- Freeman, Daniel E.  Josef Mysliveček, "Il Boemo": the Man and His Music.  Sterling Heights, Mich.: Harmonie Park Press, 2009.